# 45 av. J.-C.
Cette page concerne l'année 45 av. J.-C. du calendrier julien.

## Évènements

### Événements astronomiques
- 7 novembre : éclipse lunaire observée à Rome[1],[2],[N 1].

### Événements historiques
- 1er janvier : 
  - Le calendrier julien prend effet, mis au point par l'astronome Sosigène d'Alexandrie sur ordre de Jules César[3].
  - Début à Rome du quatrième consulat de Caius Julius Cæsar, consul unique[4].
  - Jules César est nommé dictateur de Rome à vie et consul pour 10 ans. Il reçoit la collation du pouvoir censorial avec le titre de préfet des mœurs pour trois ans et sans collègue, le droit de nomination directe pour tous les magistrats, le droit de donner le signal des jeux du cirque à la place des consuls, le droit de faire porter sa statue sur un char de cérémonie avec l’inscription « au demi-dieu »[5].
- 19 février : César assiège les partisans de Pompée le Jeune à Ategua (Teba la Vieja), au sud-est de Corduba, qui se rend[4].
- 5 mars : combat près de Soricaria (Iznájar) pour la possession d'une éminence. Déroute des Pompéiens qui laissent près de 500 morts[4].
- 17 mars : victoire de César à la bataille de Munda en Hispanie sur les légions de Pompée le Jeune, Sextus Pompeius et Titus Labienus[4].
- 12 avril : César est à Cadix. La tête de Pompée le Jeune est exhibée à Hispalis[6].
- 20 avril : la nouvelle de la victoire de Munda arrive à Rome[4].

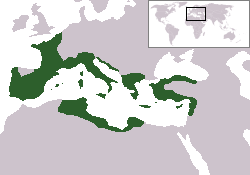
Étendue du territoire de la République romaine sous la domination de César.

- 21 avril : célébration des Parilia. Le Sénat décide de célébrer cette date comme la fin des guerres civiles et César comme « second fondateur » de Rome, « Imperator » et « Liberator »[4].
- 30 avril :  César est à Hispalis[6]. Il y établit une colonie romaine (Colonia lulia Romula Hispalis), probablement cette année-là[7].
- Juin-juillet : rédaction de l'ouvrage Les Tusculanes par Cicéron[8].
- Juin-août : Octave retrouve César en Espagne[6].
- Août : fondation de la colonie romaine de Colonia Apta Julia (Apt) sur le territoire de la tribu des Vulgientes[9].

- 13 septembre, Lavicum[6] : Jules César désigne dans son testament son petit neveu Octave comme héritier principal[4].
- Octobre : 
  - Cinquième triomphe de César pour sa victoire en Espagne sur les fils de Pompée[4].
  - Octave part pour un séjour d’études à Apollonia, en Illyrie (fin en mars 44 av. J.-C.)[10].
- Automne (?) : le gouverneur de Syrie Sextus César est assassiné par les hommes du Pompéien Caecilius Bassus qui s’empare du pouvoir. Le questeur Caius Antistius Vetus, établi comme gouverneur de Syrie par César, le combat[4].

- Création à Rome des édiles céréaliers chargés exclusivement du ravitaillement en blé de la ville[11].
- Début de la construction de la voie romaine Alpis Graia de Milan à Vienne par le col du Petit-Saint-Bernard[12].
- Fondation de Colonia Iulia Equestris (Nyon, Suisse) par des cavaliers vétérans de l'armée de César[13].
- La cité de Carthago Nova en Hispanie romaine obtient le rang de colonie romaine sous le nom de Colonia Victrix Julia Nova Carthago[14].

## Décès en 45 av. J.-C.
- Février : Tullia Ciceronis, fille de Cicéron.
- 17 mars : Titus Labienus, général romain.
- 12 avril : Pompée le Jeune, fils de Pompée le Grand et général romain, exécuté.

- Aristobule II, roi de Judée.
- Publius Cornelius Sulla, homme politique romain.
- Mithridate de Pergame, roi du Bosphore et de  Colchide.
- Nigidius Figulus, savant romain.